# Christian Erhard von Nettelbladt
Christian Erhard Freiherr von Nettelbladt, auch: Erhard von Nettelbladt (* 14. Januar 1792 in Rostock; † 20. März 1863 ebenda) war ein deutscher Verwaltungsjurist und Bibliothekar.

## Leben
Christian Erhard von Nettelbladt war ein Sohn des Rostocker Justizkanzlei-Direktors Karl Friedrich Wilhelm von Nettelbladt aus seiner zweiten Ehe mit Christiane Eberhardine, geb. Prehn (1756–1796). Christian Karl Friedrich Wilhelm von Nettelbladt war sein Halbbruder.
Er besuchte die Schule der Herrnhuter in Großhennersdorf. Im Alter von knapp 15 Jahren wurde er im Dezember 1806 an der Universität Rostock immatrikuliert und studierte Rechtswissenschaften hier und an der Universität Tübingen. An der Universität Göttingen wurde er 1812 Mitglied des Corps Vandalia Göttingen.
Nach seinem Examen trat er in den Dienst des Großherzogtums Mecklenburg-Schwerin und wurde Auditor beim Amt Toitenwinkel.  
1834 wurde er an die Universitätsbibliothek Rostock versetzt. Als Zweiter Bibliothekar war er für die Neuorganisation der Bibliothek verantwortlich. Er übernahm 1837 die Leitung des Münzkabinetts und erweiterte die Sammlung beträchtlich.
Am 20. Januar 1842 ernannte ihn die Philosophische Fakultät der Universität Rostock zu ihrem Ehrendoktor.
Wie sein Vater und sein Halbbruder war Christian Erhard von Nettelbladt Freimaurer. Er trat 1812 in die Loge Zum Tempel der Wahrheit ein und erlangte 1814 in der Loge St. Erich in Stockholm den Meistergrad. Wie sein Halbbruder war er dem Schwedischen Lehrsystem zugetan. Ab 1819 war er 41 Jahre lang Meister vom Stuhl (Hüter des östlichen Tores) seiner Heimatloge und ab 1855 der Vereinten Loge. Bis 1860 war er auch Großmeister der Provinzial-Loge von Mecklenburg, Meister der St. Andreas-Loge Lucens in Rostock und Kapitelmeister. Nach Differenzen in der Loge legte er 1860 alle freimaurerischen Ämter nieder. 
Er war verheiratet mit Sophie, geb. Ritzerow (1797–1873). Das Paar hatte drei Söhne und zwei Töchter. Die Söhne schlugen alle die Offizierslaufbahn ein und waren alle zuletzt Oberst a. D.:
- Carl (1825–1908) wurde österreichischer Offizier, dann Inspektor des Landarbeitshauses in Güstrow und starb als Oberst a. D.
- Ferdinand (1830–1883) wurde Erzieher (Gouverneur) des Erbgroßherzogs Friedrich Franz III. und war Flügeladjutant von Großherzog Friedrich Franz II.; er starb als Oberst a. D. und Stadtkommandant von Ludwigslust
- Erhard (1832–1905) war Kompaniechef im Grenadier-Regiment Nr. 89 und starb als Oberst a. D.

## Ehrungen
- Ehrenmitglied von drei St. Andreas- und 13 St. Johannes-Logen
- Ehrenzeichen für verdiente Logenmeister am roten Band der Großen Landesloge von Deutschland
- Dannebrogorden, Kommandeur (1862)
- Ehrenmitglied des Corps Vandalia Rostock